# Alphonse Marie-Pierre Daniel Darris
Alphonse Marie-Pierre Daniel Darris, né le 3 août 1877 à Ségoufielle (Gers) et décédé le 2 décembre 1939 à Guiyang, capitale de la province du Guizhou - Chine, est un missionnaire et collecteur botanique français. 

## Biographie
Après des études religieuses au séminaire d'Auch, il entre au séminaire des missions étrangères en 1898. Il est ordonné prêtre le 22 juin 1902.
Il part en mission pour le Guizhou en Chine le 30 juillet 1902, et successivement, s'occupe de différentes paroisses, en 1904 de Touchan, 1905 de Touyon, 1906 de Tsen-y, 1909 de Tinfan et à partir de 1910 Guiyang.
Il y décède de maladie le 2 décembre 1939.

## Plantes qui lui ont été dédiées
Quelques plantes des échantillons qu'il a envoyés à l'Académie internationale de géographie botanique lui ont été dédiées :
- Boea darrisii H.Lév. (1913) - Gesnériacée de Chine (Guizhou) (Synonyme : Ornithoboea darrisii Craib) ;
- Clerodendrum darrisii H.Lév. (1912) - Lamiacée de Chine (Guizhou) ;
- Euonymus darrisii H.Lév. (1914) - Célastracée de Chine (Guizhou) ;
- Mitreola darrisii H.Lév. (1914-15) - Loganiacée de Chine (Guizhou) (Synonyme : Ophiorrhiza darrisii H.Lév.) ;
- Myrica darrisii H.Lév. (1913) - Myricacée de Chine (Guizhou) ;
- Polygonatum darrisii H.Lév. (1913) - Convallariacée de Chine (Guizhou) ;
- Rubus darrisii H.Lév. (1913) - Rosacée de Chine (Guizhou) ;
- Serratula darrisii H.Lév. (1912) - Astéracée de Chine (Guizhou) ;
- Smilax darrisii H.Lév. (1913) - Smilacacée de Chine (Guizhou) ;
- Tarphochlamys darrisii (H. Lév.) E.Hossain (1973) - Acanthacée de Chine (Guizhou) (Synonyme : Strobilanthes darrisii H.Lév.) ;
- Truellum darrisii (H.Lév.) Soják (1974) - Polygonacée de Chine (Guizhou) (Synonyme : Polygonum darrisii H.Lév.).